# Línea de retraso analógica

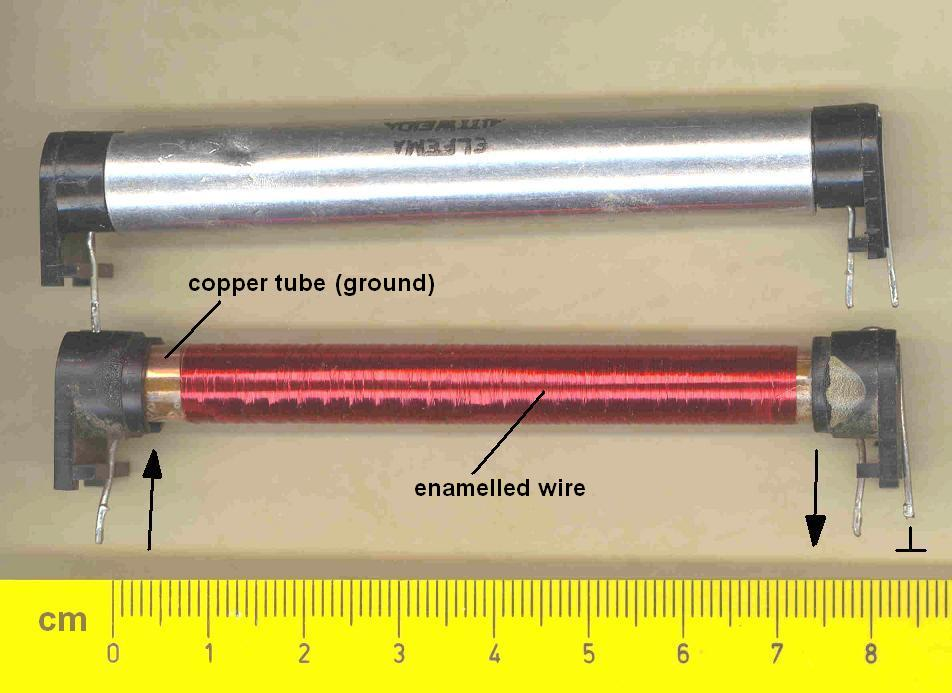
Línea de retardo eléctrico (450 ns) de un televisor en color. Fabricada con hilo de cobre esmaltado, enrollado en una sola capa alrededor de un tubo de cobre y formando una red inductor-capacitor distribuida.

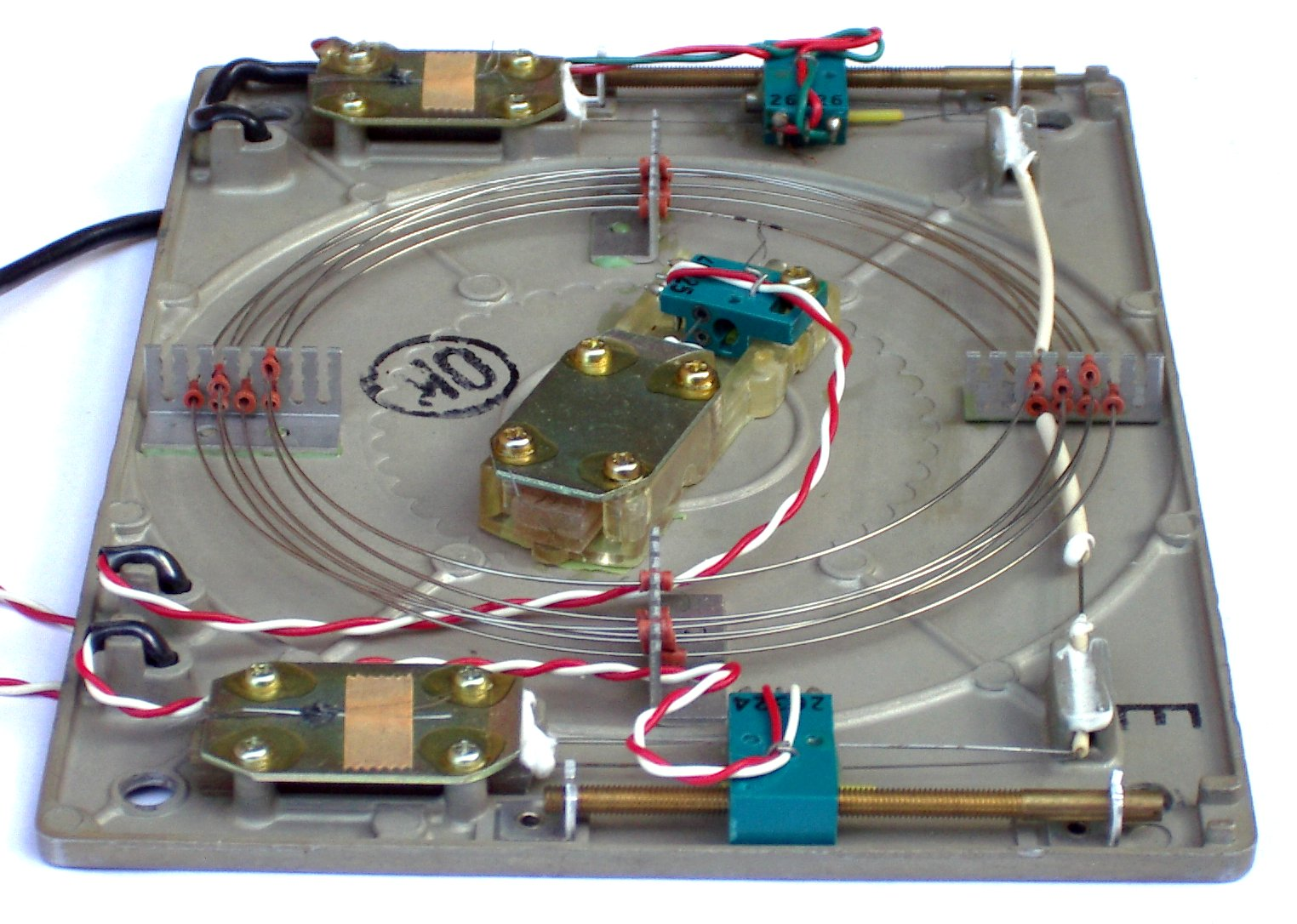
Una línea de retardo magnetoestrictiva de hilo de torsión

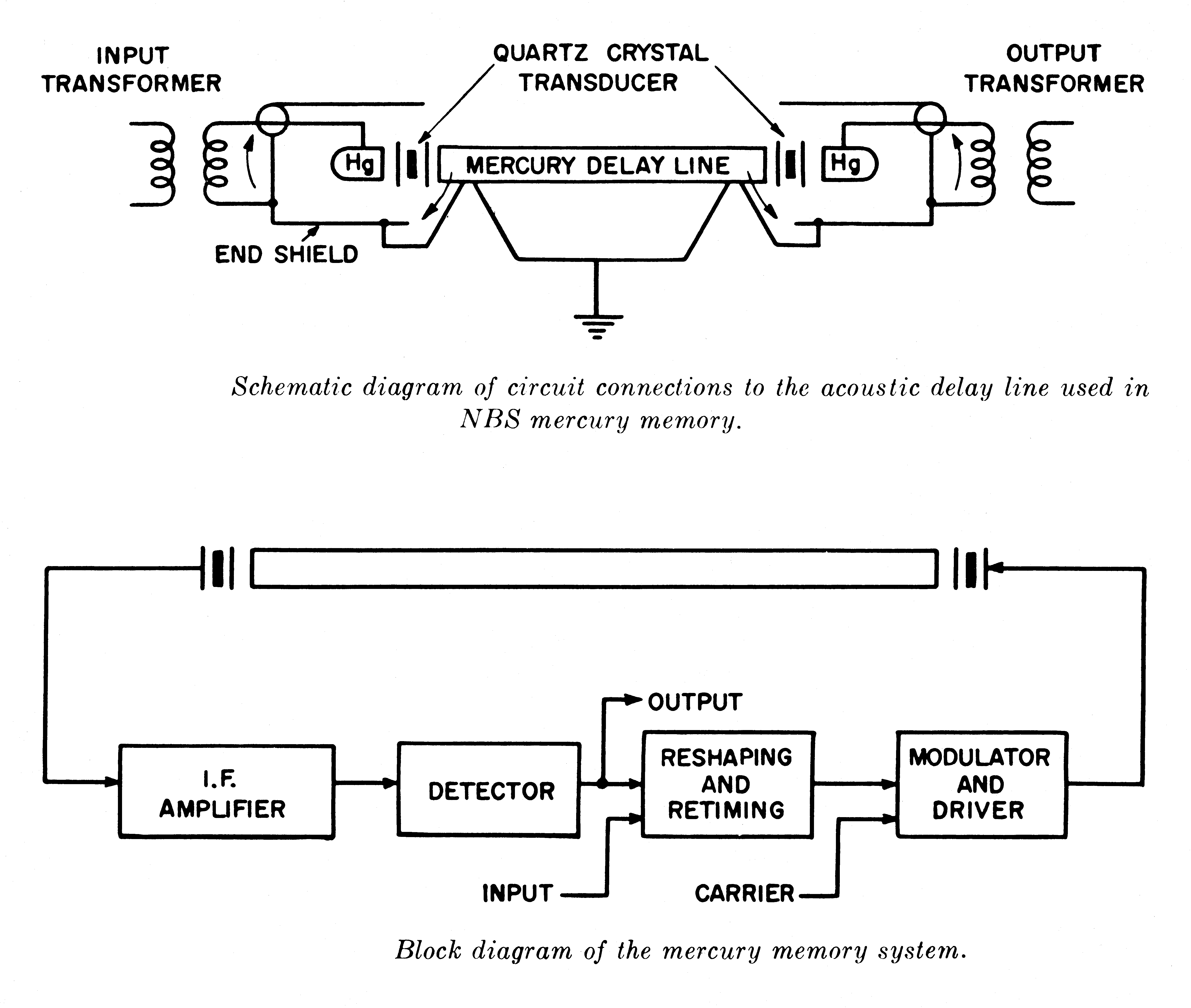
Esquema de las conexiones del circuito a la línea de retardo acústico utilizada en la memoria de mercurio NBS (arriba); diagrama de bloques del sistema de memoria de mercurio (abajo).

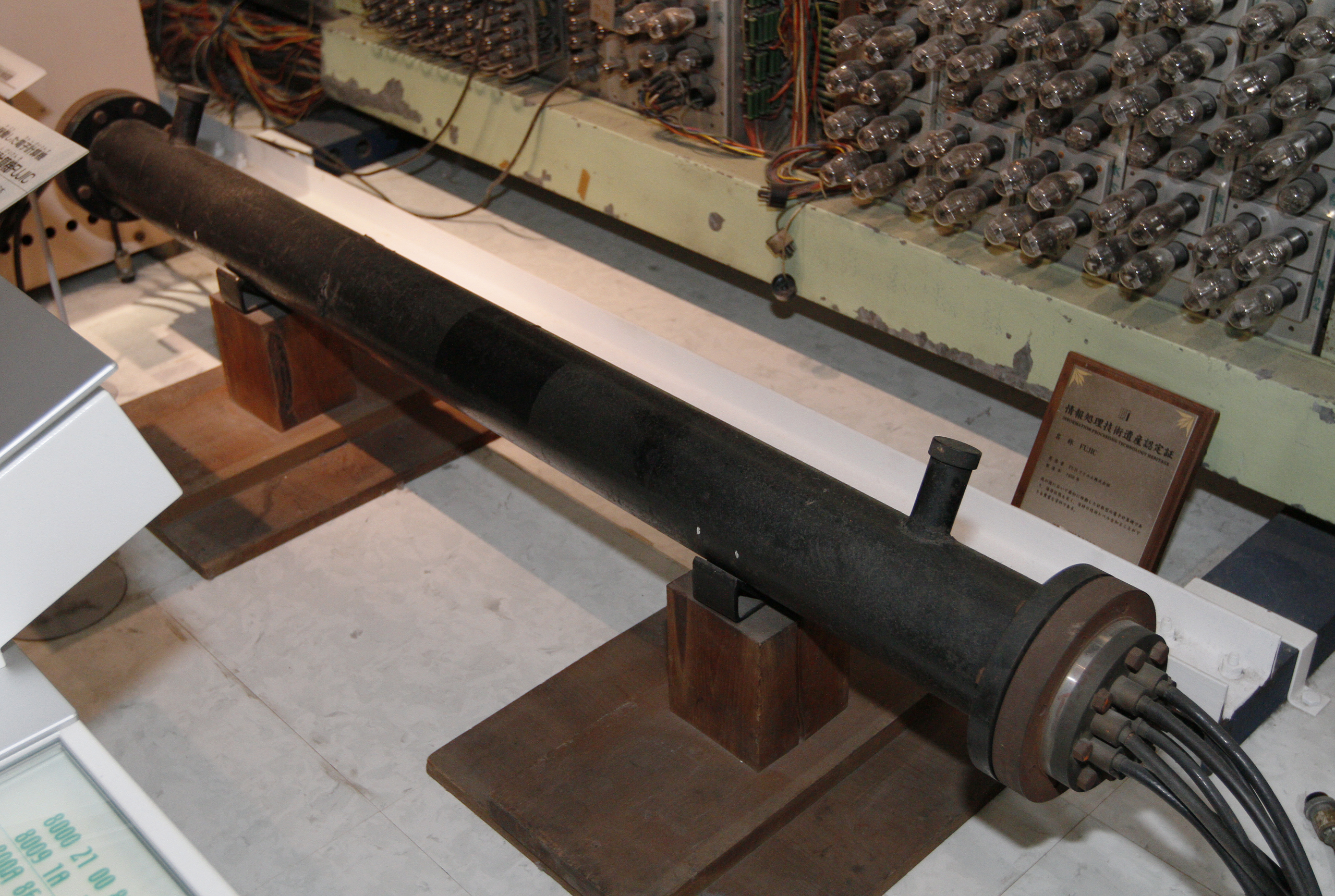
Memoria de línea de retardo de mercurio ultrasónico de FUJIC (capacidad: 255 palabras = 8.415 bits)

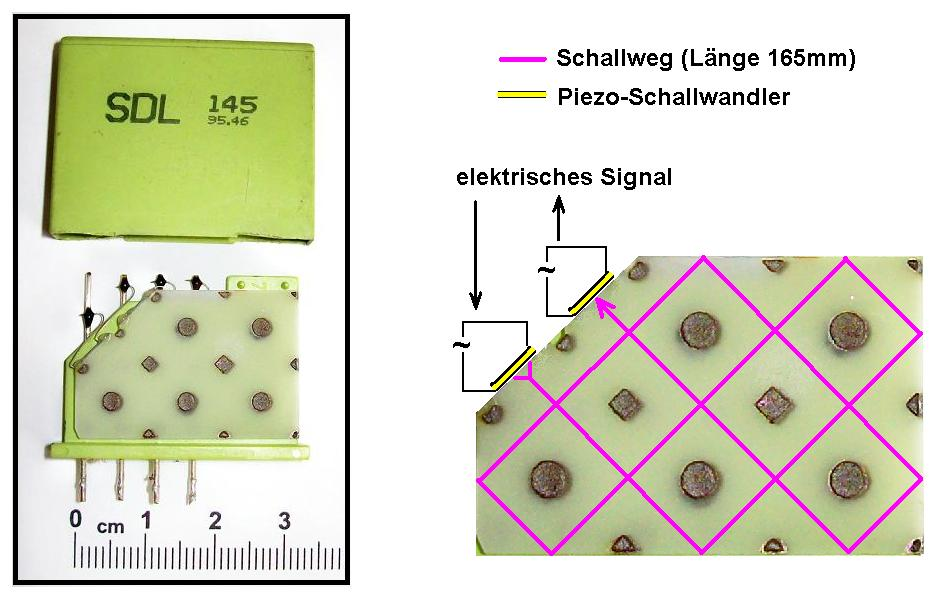
Línea de retardo ultrasónico de un televisor en color PAL (tiempo de retardo 64 μs), que muestra la trayectoria de las ondas sonoras (rosa) y los transductores (amarillo, arriba a la izquierda).

Una línea de retardo analógica es una red de componentes eléctricos conectados en cascada, en la que cada elemento individual crea una diferencia de tiempo entre su entrada y su salida. Funciona con señales analógicas cuya amplitud varía continuamente. En el caso de una señal periódica, la diferencia de tiempo puede describirse en términos de un cambio en la fase de la señal. Un ejemplo de línea de retardo analógica es el dispositivo bucket-brigade.
Otros tipos de línea de retardo son los dispositivos acústicos (normalmente ultrasónicos), magnetoestrictivos y de ondas acústicas superficiales. Una serie de circuitos resistor-condensador (circuitos RC) pueden conectarse en cascada para formar un retardo. Una línea de transmisión larga también puede proporcionar un elemento de retardo. El tiempo de retardo de una línea de retardo analógica puede ser de sólo unos pocos nanosegundos o de varios milisegundos, limitado por el tamaño práctico del medio físico utilizado para retardar la señal y la velocidad de propagación de los impulsos en el medio.
Las líneas de retardo analógicas se aplican en muchos tipos de circuitos de procesamiento de señales; por ejemplo, la norma de televisión PAL utiliza una línea de retardo analógica para almacenar una línea de barrido de vídeo completa. Las líneas de retardo acústicas y electromecánicas se utilizan para proporcionar un efecto de "reverberación" en amplificadores de instrumentos musicales, o para simular un eco. Los osciloscopios de alta velocidad utilizaban una línea de retardo analógica para permitir la observación de formas de onda justo antes de algún evento de disparo.
Con el creciente uso de técnicas de procesamiento digital de señales, las formas digitales de retardo resultan prácticas y eliminan algunos de los problemas de disipación y ruido de los sistemas analógicos. 

## Historia
Las redes en escalera de inductores y condensadores se utilizaron como líneas de retardo analógicas en los años veinte. Por ejemplo, la patente del radiogoniómetro sonar de Francis Hubbard, presentada en 1921. Hubbard se refería a esto como una línea de transmisión artificial. En 1941, Gerald Tawney, de la empresa Sperry Gyroscope Company, solicitó una patente sobre un embalaje compacto de una red en escalera inductor-condensador a la que se refería explícitamente como línea de retardo temporal.
En 1924, Robert Mathes, de Bell Telephone Laboratories, presentó una amplia patente que abarcaba esencialmente todas las líneas de retardo electromecánicas, pero centrándose en las líneas de retardo acústicas en las que una columna de aire confinada en un tubo servía de medio mecánico, y un receptor telefónico en un extremo y un transmisor telefónico en el otro servían de transductores electromecánicos. Mathes estaba motivado por el problema de la supresión del eco en las líneas telefónicas de larga distancia, y su patente explicaba claramente la relación fundamental entre las redes de escalera inductor-condensador y las líneas de retardo elástico mecánico como su línea acústica.
En 1938, William Spencer Percival, de Electrical & Musical Industries (más tarde EMI), solicitó la patente de una línea de retardo acústico que utilizaba transductores piezoeléctricos y un medio líquido. Utilizaba agua o queroseno, con una frecuencia portadora de 10 MHz, con múltiples deflectores y reflectores en el tanque de retardo para crear un largo trayecto acústico en un tanque relativamente pequeño.
En 1939, Laurens Hammond aplicó líneas de retardo electromecánicas al problema de crear reverberación artificial para su órgano Hammond. Hammond utilizaba muelles helicoidales para transmitir ondas mecánicas entre transductores de bobina móvil.
El problema de suprimir las interferencias multitrayecto en la recepción de televisión motivó a Clarence Hansell, de RCA, a utilizar líneas de retardo en su solicitud de patente de 1939. Para ello utilizó "cables de retardo", trozos relativamente cortos de cable coaxial utilizados como líneas de retardo, pero reconoció la posibilidad de utilizar líneas de retardo magnetoestrictivas o piezoeléctricas.
En 1943 ya se habían diseñado líneas de retardo compactas con capacitancia e inductancia distribuidas. Los primeros diseños consistían en enrollar un cable aislado con esmalte sobre un núcleo aislante y rodearlo con una cubierta conductora conectada a tierra. Richard Nelson, de General Electric, patentó una línea de este tipo ese mismo año. Otros empleados de GE, John Rubel y Roy Troell, llegaron a la conclusión de que el cable aislado podía enrollarse alrededor de un núcleo conductor para conseguir el mismo efecto. Gran parte del desarrollo de las líneas de retardo durante la Segunda Guerra Mundial estuvo motivado por los problemas encontrados en los sistemas de radar.
En 1944, Madison G. Nicholson solicitó una patente general sobre líneas de retardo magnetoestrictivas. Recomendaba su uso para aplicaciones que requirieran retardos o mediciones de intervalos de tiempo comprendidos entre 10 y 1.000 microsegundos.
En 1945, Gordon D. Forbes y Herbert Shapiro presentaron una patente para la línea de retardo de mercurio con transductores piezoeléctricos. Esta tecnología de línea de retardo desempeñaría un papel importante, sirviendo como base de la memoria de línea de retardo utilizada en varios ordenadores de primera generación.
En 1946, David Arenberg registró patentes que cubrían el uso de transductores piezoeléctricos conectados a líneas de retardo sólidas de cristal único. Intentó utilizar cuarzo como medio de retardo y descubrió que la anisotropía de los cristales de cuarzo causaba problemas. Utilizó con éxito monocristales de bromuro de litio, cloruro de sodio y aluminio. Arlenberg desarrolló la idea de un complejo plegado bidimensional y tridimensional de la trayectoria acústica en el medio sólido para empaquetar largos retardos en un cristal compacto. Las líneas de retardo utilizadas para descodificar las señales de televisión PAL siguen el esquema de esta patente, utilizando vidrio de cuarzo como medio en lugar de un cristal único.